# Square Louis-Majorelle
Square Louis-Majorelle är en park i Paris, belägen mellan Rue Saint-Bernard och Rue de la Forge Royale i 11:e arrondissementet. Parken är uppkallad efter den franske ebenisten Louis Majorelle (1859–1926), som tillhörde Nancyskolan. Botaniskt präglas parken av hortensiaväxter.
Norr om parken ligger Square Raoul-Nordling och kyrkan Sainte-Marguerite.

### Webbkällor
- ”Square Louis Majorelle”. Mairie de Paris. Arkiverad från originalet den 20 augusti 2016. https://web.archive.org/web/20160820115648/http://equipement.paris.fr/square-louis-majorelle-2733. Läst 13 augusti 2016.
- ”Square Louis-Majorelle”. Evous France. 11 oktober 2013. http://www.evous.fr/Square-Majorelle,1139613.html. Läst 13 augusti 2016.